# The Velvet Underground
The Velvet Underground (дослівно з англ. — «Оксамитове підпілля») — американський рок-гурт 1960-х и 1970-х років, що стояв біля витоків альтернативної музики, утворений 1964 року у місті Нью-Йорк під такими назвами: The Primitives, The Warlocks та The Falling Spikes. Назву часто скорочують до V.U. або The Velvets. Ключові учасники Velvet Underground — Лу Рід і Джон Кейл, досить успішно продовжували сольну кар'єру після відходу із гурту. The Velvet Underground вважається одним з найвпливовіших рок-гуртів 60-х років. В інтерв'ю 1982 року Браян Іно сказав часто повторювану фразу, про те, що хоч було продано лише 30 тисяч копій першого альбому The V.U., але «кожен, хто купив один з 30 тисяч цих записів, зібрав власний рок-гурт».
Енді Воргол був менеджером гурту, їхня репетиційна база знаходилася в «The Factory» (укр. Фабрика) й The Velvets часто були задіяні в перфомансах Воргола. Провокаційні тексти деяких пісень гурту містять нігілізм в бік їхньої музики.
У 2003 році їхній перший альбом «The Velvet Underground & Nico» (записаний у співпраці з німецькою співачкою Ніко) зайняв 13 місце у Списку 500 найкращих альбомів усіх часів за версією журналу «Rolling Stone». У 2004 Rolling Stone поставив The Velvets на 19 щабель у рейтингу «100 найвпливовіших музикантів усіх часів». 1996 року музикантів було занесено до Зали слави рок-н-роллу.

## Біографія

### Створення гурту (1964—1965)
Основи для того, що пізніше стане The Velvet Underground були закладені ще наприкінці 1964 року. Гітарист/автор пісень Лу Рід грав у кількох короткоживучих гуртах, що грали гаражний рок, а також писав пісні для лейблу Pickwick Records (Рід описав себе на цій роботі, як «Керол Кінг для бідняків»). В той час Рід зустрів Кейла, валійця, який приїхав до США навчатися класичної музики за шкільною стипендією. Кейл працював з композиторами-експериментаторами Корнеліусом Кард'ю і Ла Монте Янгом, але також був зацікавлений у рок-музиці. Використання Янгом протяжного дзижчання помітно вплинуло на раннє звучання The Velvets. Кейл був приємно здивований, що експериментальні тенденції Ріда збігаються з його власними — Рід деколи використовує електрогітару для створення гудячих звуків. Рід і Кейл репетирували та виступали разом, це партнерство та спільні інтереси музикантів побудували шлях до того, що пізніше стане The V.U..
Першим гуртом Кейла і Ріда була The Primitives, яка була зібрана, щоб записати анти-танцювальний сингл, написаний Лу Рідом «The Ostrich» (укр. Страус) до якого Кейл додав партію на віолончелі. Рід і Кейл запросили Стерлінґа Моррісона, друга Ріда з часів навчання в університеті, як заміну третього члена The Primitives, Волтера Де Марії. Моррісон грав на гітарі, а Анґуз МакЛіз — на ударних. Цей квартет спочатку називався The Warlocks (укр. Чаклуни), а потім The Falling Spikes (укр. Падаючі промені).
The Velvet Underground — сучасна, розтиражована брошура, про таємну сексуальну субкультуру початку 60-х, яку показав гурту Тоні Конрад, друг Кейла. МакЛіз висунув пропозицію взяти заголовок брошури новою назвою гурту. Згідно слів Лу Ріда і Моррісона, гурту сподобалася ця ідея, бо назва нагадувала вираз «андерграундне кіно», а також Лу Рід вже написав пісню «The Venus in Furs» (укр. Венера у хутрі), створену під враженням від однойменного твору Леопольда фон Захер-Мазоха. Гурт відразу й одноголосно обрав The Velvet Underground своїм новим іменем у листопаді 1965 року.

### Перші виступи (1965—1966)
З новою назвою Velvet Underground репетирували та виступали у Нью-Йорку. Їхня музика була набагато більш спокійною, ніж вона стане пізніше: Кейл описав цей період, як синтез поезії покоління бітників та МакЛіза, граючого ніжні гітарні партії «розміреного ритму позаду дзижчання».
В липні 1965 року, Рід, Кейл та Моррісон записали демо у своєму лофті на Ладлоу-стріт, Мангеттен. Коли він повернувся на короткий час до Британії, Кейл спробував дати копію запису Маріан Фейтфул, сподіваючись, що вона передасть її Міку Джаггеру. Проте з цього нічого не вийшло, але демо таки побачило світ у бокс сеті 1995 року Peel Slowly and See.
Менеджер і музичний журналіст Аль Ароновітц організував для гурту перший концерт за гроші. За 75 доларів The Velevets мали зіграти в середній школі міста Самміт, штат Нью-Джерсі. Коли група вирішила взяти гонорар, МакЛіз покинув гурт, протестуючи про того, що він вважав продажем самого себе. «Анґуз займався цим заради мистецтва», константував Моррісон. Після цього МакЛіз поїхав до Індії, де й помер у 1979.
Новою ударницею стала Морін «Мо» Такер, молодша сестра Джима Такера, друга Моррісона. Стиль гри на барабанах Такер був незвичайним: вона зазвичай грала на там-тамах та перевернутому бас-барабані, використовуючи молотки так само часто, як і палички, рідко зверталася до цимбалів. (Коли гурт попросив зробити її щось незвичайне, вона перевернула бас-барабан і грала стоячи, одного разу були викрадені її барабани і Такер грала на сміттєвих баках принесених з вулиці). Її ритми, одночасно прості й екзотичні (сформовані під впливом записів Бабатунде Олатунджі та Бо Діддлі) стали важливою частиною звучання гурту. The Velvet Underground отримав постійний майданчик для виступів у «Cafe Bizarre» та славу багатообіцяючого ансамблю.

### Зустріч з Енді Ворголом (1966—1967)
1965 року після виступу у «Cafe Bizarre» на гурт звернув увагу легенда поп-арту Енді Воргол, який запропонував музикантам взяти участь у циклі мультимедіа-шоу «The Exploding Plastic Inevitable». Також після протекції Уорхола до гурту приєдналась акторка та співачка Ніко. Репутація Воргола допомогла гурту стати більш відомим. Воргол допоміг укласти контракт з Verve Records, де він формально був зазначений, як продюсер, але фактично давши свободу творчості для музикантів.
Під час свого перебування з Ворголом, гурт став частиною «Exploding Plastic Inevitable», де він слугував музичним супроводом. Вони грали у шоу протягом кількох місяців у Ньй Йорку, а потім проїхали з ним США та Канаду до останньої вистави в травні 1967 року. Шоу містило в собі показ фільмів Воргола. Ранні промо плакати були озаглавлені «erupting plastic inevitable» (укр. неминуче виверження пластику). Це скоро біуло змінено на «the exploding plastic inevitable» (укр. неминучий вибух пластику).
У 1966 році МакЛіз повернувся до гурту для декількох виступів, щоб замінити Ріда, який тоді хворів гепатитом. Для цих виступів Кейл співав і грав на органі, а Такер перейшла на бас-гітару. Також на концертах гурт грав довгий джем, який музиканти охрестили «Букер Ті» (за ім'ям музиканта Букера Т. Джонса); пізніше джем ліг в основу композиції «The Gift» на альбомі «White Light/White Heat». Деякі з цих виступів були випущені як бутлеґи, це єдині записи зроблені МакЛізом з The Velvets.
В грудні 1966 року Воргол і Девід Далтон створили спеціальний мультимедійний проект для журналу Aspen. Окрім різноманітних буклетів й ілюстрацій, в «комплект» ввійшов двосторонній диск, на одному боці якого знаходились записи, пов'язані з Тімоті Лірі, а на іншій — запис «Loop», підписана The Velvet Underground. Насправді «Loop» була записана Кейлом сольно і являла собою запис гітарного фідбеку, чия гучність посилювалася до кінця. Цей запис став свого роду предтечею нойз-альбому Ріда «Metal Machine Music», основаному на тій ж ідеї, і одним з перших записів, вплинувших на появу нойзу й індастріалу. Також «Loop» став першим виданим та доступним для продажу записом The Velvet Underground.

### The Velvet Underground & Nico (1967)
Свій дебютний лонгплей гурт записав ще навесні 1966 року, однак його не прийняли багато фірм, яким не подобалися ні контроверсійний матеріал, ні довгі композиції. Альбом «The Velvet Underground & Nico» з'явився лише у березні 1967 року на фірмі «Verve». Лонгплей відразу здобув славу не в останню чергу завдяки великому внеску Енді Воргола, який був автором обкладинки, та як продюсер мав вплив на атмосферу всієї роботи. Він вдало презентував зачарування Лу Ріда вуличною культурою та аморальність, що межувала з воєризмом. Однак талант Ріда виходив за межі звичайного опортунізму. Його досконале відчуття ритм-енд-блюзу підкреслювало ліричний зміст творів, що розповідали, наприклад, про наркотики («I'm Waiting For The Man», «Heroin») чи садомазохізм («Venus In Furs»). Вони запам'яталися не тільки порушеними у них темами, а також і завдяки музичній досконалості. Майстерність Лу Ріда гарно поєднувалась з зворушливою грою Кейла на альті, готичною інтонацією вокалу Ніко, а також об'єднаною динамікою всіх членів гурту. Однак на сьогодні дебютний альбом Velvet Underground вважається одним з найкращих досягнень, а тоді відразу після появи на музичному ринку він зіткнувся з найгіршою реакцією.

### White Light/White Heat(1968)
1967 року Ніко покинула гурт, а четвірка музикантів, що залишилась, відмовилася від співпраці з Ворголом. Проте робота у студії над другим альбомом «White Light/ White Heat», лише поглибила внутрішні непорозуміння у гурті, що відбилося на динаміці записів. Наприклад, у той час, коли заглавний твір та «І Heard Her Call My Name» гарно поєднувався з «I'm Waiting For The Man», то дві довгі композиції «The Gift» та «Sister Ray» презентували найрадикальніше творче обличчя гурту. Ця остання гостра та безжалісна сексуальна какофонія була записана живцем у студії і попри те, що Рід згодом зізнався, що намагався наблизитися до звучання свого кумира, фрі-джазового саксофоніста Орнетта Колемана, цей сімнадцятихвилинний твір хіба що найкраще презентував атональну гру Джона Кейла.

### The Velvet Underground(1969)
1968 року з гурту було усунуто Кейла, а замість нього взяли ортодоксального басиста, колишнього учасника гурту Glass Menagerie Дуга Юла (Doug Yule). Третій альбом під простою назвою «The Velvet Underground» продемонстрував м'який підхід до матеріалу, приховуючи водночас тривожні настрої попередніх робіт. Залишаючись під впливом Лу Ріда, квартет відчував стабільність, хоча час від часу на поверхню виходили їх старі непорозуміння.

### Loaded(1970)
Альбом «Loaded» був типово комерційним і підкреслював нову орієнтацію Velvet Underground. До цього альбому, виданого 1970 року, ввійшла одна з найпопулярніших композицій Лу Ріда «Sweet Jane», а сам лонгплей, матеріал для якого було взято з багатої спадщини поп-музики, вийшов повністю оптимістичним, що рідко можна було почути у попередній творчості формації. Однак коли альбом з'явився на ринку, Лу Рід вирішив залишити гурт, який утворив, і керівництво ним передав Юлу. Прохолодно зустрінутий лонгплей «Squeeze», на якому домінували пісні Дуга Юла, підтвердив те, що історія гурту закінчилася разом з відходом Ріда. Ця платівка була видана лише в Європі і офіційно не входить до дискографії Velvet Underground.
15 червня 1990 року гурт з'явилася в оригінальному складі на відкритті фундації пам'яті Енді Уорхола у Jony en Josas під Парижем. Наслідком поновлення контактів між музикантами стало реанімування гурту 1993 року — він записав альбом «Live MC-МХС III» і провів світове турне.
Попри те, що платівки гурту продавалися невеликими тиражами, Velvet Underground вплинула на рок-музику другої половині XX століття. Добре демонструє вплив Velvet Underground відома фраза (яку часто приписують Брайану Іно) про те, що мало хто купував платівки Velvet Underground у той час, коли вони виходили, але кожен, хто купив, заснував свій власний гурт. Критики погоджуються, що творчість гурту стала поворотним моментом в історії рок-музики. Velvet Underground був одним з перших гуртів, що експериментували в авангардному напрямку. Складний експериментальний звук, як і реалістичні тексти Лу Ріда, вплинули на розвиток панка, нойз-року й альтернативного року. Медитативність, тягучість композицій першого альбому гурту вплинула на становлення пост-панку. Експерименти з шумом на другому альбомі — на нойз-рок, особливо на гурт Jesus And Mary Chain.

## Дискографія
- The Velvet Underground & Nico (LP, Verve, 1967)
- White Light/White Heat (LP/CS, Verve, 1968)
- The Velvet Underground (LP/CS, MGM, 1969)
- Loaded (LP/CS, Cotillion, 1970)
- Velvet Underground (LP, MGM, 1970) . Збірка.
- Andy Warhol's Velvet Underground Featuring Nico (2xLP, MGM, 1971) . Збірка.
- Lou Reed & The Velvet Underground (LP/CS, MGM, 1971) . Збірка.
- Live at Max's Kansas City (LP, Cotillion, 1972) . Запис виступу у Max's Kansas City (Нью-Йорк) 23 серпня 1970 р.
- Pop History, Vol. 19 (2xLP, Polydor, 1972) . Збірка.
- Squeeze (LP/CS, Polydor, 1973) . У записі не брав участь жоден з оригінальних учасників гурту. По суті сольний альбом Дага Юла.
- Superstarshine, Vol. 20 (LP, Metro Rec., 1973) . Збірка.
- That's the Story of My Life (LP, Pride/MGM, 1973) . Збірка.
- 1969: The Velvet Underground Live (2xLP/CS, Mercury, 1974) . Запис виступів у End of Cole Ave. (Даллас) і Matrix (Сан-Франциско) з жовтня і листопада 1969 р.
- The Velvet Underground (LP/CS, MGM, 1974) . Збірка.
- Pop Giants, Vol. 9 (LP, Brunswick/Metro Rec., 1975) . Збірка.
- Franz Schöler präsentiert Die Velvet Underground Story (LP, Verve, 1975) . Збірка.
- Gigantes Del Pop, Vol. 5 (LP, Polydor, 1981) . Збірка.
- VU (LP/CS, Verve, 1985) . Збірка раніше невиданих записів з 1968—1969 рр.
- Another View (LP/CD/CS, Verve, 1986) . Збірка раніше невиданих записів з 1967—1969 рр.
- The Velvet Underground (5xLP, Polydor, 1986) . Збірка.
- The Best of The Velvet Underground (Words and Music of Lou Reed) (LP/CD/CS, Verve, 1989) . Збірка.
- The Velvet Underground (4xCD, Polydor, 1990) . Збірка.
- Velvet Underground (LP/CD, DeAgostini/Verve, 1990) . Збірка.
- Live MCMXCIII (2xCD/2xCS, Sire/Warner, 1993) . Запис виступів у L'Olympia (Париж) 15-17 червня 1993 р.
- Ride into the Sun (CD, Mercury, 1993) . Запис виступу у End of Cole Ave. (Даллас) 19 жовтня 1969 р.
- Peel Slowly and See (5xCD/5xCS, Polydor, 1995) . Збірка.
- Bootleg Series Volume 1: The Quine Tapes (3xCD, Polydor, 2001) . Збірка концертних записів з 1969 р.
- Final V.U. 1971—1973 (4xCD, Captain Trip, 2001) . Збірка концертних записів з 1971—1973 р.
- Icon (CD, Polydor, 2011) . Збірка.
- Collected (3xCD, Universal, 2012) . Збірка.
- The Complete Matrix Tapes (4xCD, Universal, 2015) . Запис виступів у Matrix (Сан-Франциско) 26-27 листопада 1969 р.
- 1969 (2xLP, Republic Rec./Universal/Polydor/Verve, 2017) . Збірка.
- The Ultimate Collection (2xCD, Universal, 2017) . Збірка.
- The Velvet Underground (7xLP, Universal, 2018) . Збірка.